# Министерство по делам Иерусалима и еврейского наследия Израиля
Министерство по делам Иерусалима и еврейского наследия Израиля (ивр. משרד ירושלים ומסורת ישראל‎) — израильское правительственное министерство.

## История
Министерство по делам Иерусалима было создано согласно решению 24-го правительства Израиля от 18 ноября 1990 года, которое через девять дней было одобрено Кнессетом. На протяжении всего периода деятельности в 24-м правительстве его возглавлял премьер-министр Ицхак Шамир, а продвижение его дел было поручено заместителю министра по делам Иерусалима, депутату Кнессета Аврааму Вердигеру. Премьер-министр Ицхак Рабин возглавлял министерство с июля 1992 года до его упразднения.
Министерство было возрождено в 2001 году при правительств Ариэля Шарона.

## Цели министерства
Министерство было создано с целью работы по реализации Основного закона: Иерусалим — столица Израиля и продвижению в городе особых приоритетов развития в вопросах экономики и экономики. В его полномочия входила координация и содействие действиям по развитию города, согласно статье 4 закона, и он был штаб-квартирой министерского комитета по делам Иерусалима. В июле 1991 года заместитель министра рассмотрел деятельность министерства перед Кнессетом и представил свои планы на будущее. В брошюре, представленной членам Кнессета, были изложены цели на следующее десятилетие, в том числе: увеличение населения Иерусалима на четверть миллиона жителей, развитие жилой инфраструктуры и инфраструктуры занятости, усиление промышленности и создание промышленных парков, а также развитие туризма в городе. В мае 1992 года министерство провело публичную церемонию, на которой была зачитана Иерусалимская хартия, включая декларацию о верности городу как вечной столице Израиля. Эта церемония была частью серии церемоний, проводимых министерством по случаю 25-летия со дня освобождения и воссоединения города. В планы министерства входило проведение конференции по идентификации мирового еврейства с городом и привлечению еврейских общин по всему миру к провести церемонии на тему Иерусалима.

## Список министров
| #                                                 | Министр                     | Партия                      | Правительства               | Начало срока                | Конец срока                 | Комментарии                                      |
| Министр по делам Иерусалима                       | Министр по делам Иерусалима | Министр по делам Иерусалима | Министр по делам Иерусалима | Министр по делам Иерусалима | Министр по делам Иерусалима | Министр по делам Иерусалима                      |
| ------------------------------------------------- | --------------------------- | --------------------------- | --------------------------- | --------------------------- | --------------------------- | ------------------------------------------------ |
| 1                                                 | Авнер Шаки                  | МАФДАЛ                      | 23                          | 27 December 1988            | 11 июня 1990 года           |                                                  |
| 2                                                 | Ицхак Шамир                 | Ликуд                       | 24                          | 27 ноября 1990 года         | 13 июля 1992 года           | Исполняющий обязанности премьер-министра         |
| 3                                                 | Ицхак Рабин                 | Авода                       | 25                          | 13 июля 1992 года           | 31 декабря 1992 года        | Исполняющий обязанности премьер-министра         |
| 4                                                 | Эли Суисса                  | ШАС                         | 29                          | 7 марта 2001 года           | 23 мая 2002 года            |                                                  |
|                                                   | Эли Суисса                  | ШАС                         | 29                          | 3 июня 2002 года            | 28 февраля 2003 года        |                                                  |
| 5                                                 | Натан Щаранский             | —                           | 30                          | 3 марта 2003 года           | 4 мая 2005 года             | Был избран в Кнессет от партии «Исраэль ба-Алия» |
| 6                                                 | Хаим Рамон                  | Авода                       | 30                          | 10 января 2005 года         | 23 ноября 2005 года         |                                                  |
| 7                                                 | Яаков Эдри                  | Кадима                      | 31                          | 4 мая 2006 года             | 4 июля 2007 года            |                                                  |
| Министр по делам Иерусалима и диаспоры            |                             |                             |                             |                             |                             |                                                  |
| 8                                                 | Биньямин Нетаньяху          | Ликуд                       | 33                          | 18 марта 2013 года          | 29 апреля 2013 года         | Исполняющий обязанности премьер-министра         |
| 9                                                 | Нафтали Беннетт             | Еврейский дом               | 33, 34                      | 29 апреля 2013 года         | 19 мая 2015 года            |                                                  |
| Министр по делам Иерусалима и наследия            |                             |                             |                             |                             |                             |                                                  |
| 10                                                | Зеев Элькин                 | Ликуд                       | 34                          | 1 июня 2016 года            | 17 мая 2020 года            |                                                  |
| 11                                                | Рафи Перец                  | Ликуд                       | 35                          | 17 мая 2020 года            | 13 июня 2021 года           |                                                  |
| 12                                                | Зеев Элькин                 | Тиква Хадаша                | 36                          | 13 июня 2021 года           | 29 декабря 2022 года        |                                                  |
| Министр по делам Иерусалима и еврейского наследия |                             |                             |                             |                             |                             |                                                  |
| 13                                                | Амихай Элиягу               | Оцма Йехудит                | 37                          | 29 декабря 2022 года        | 23 января 2023 года         |                                                  |
| 14                                                | Меир Поруш                  | Яхадут ха-Тора              | 37                          | 23 января 2023 года         |                             |                                                  |

### Заместители министров
| # | Министр         | Партия         | Правительства | Начало срока        | Конец срока       |
| - | --------------- | -------------- | ------------- | ------------------- | ----------------- |
| 1 | Авраам Вердигер | Агудат Исраэль | 24            | 27 ноября 1990 года | 13 июля 1992 года |